# دنت روت
دنت روت (به لاتین: Dent de Ruth) یک کوه در سوئیس است که در کانتون برن واقع شده‌است. دنت روت ۲٬۲۳۶ متر بالاتر از سطح دریا واقع شده‌است.